# Sinnan Ike
Sinnan Ike (Transkription von japanisch 新南池 ‚Neuer-Süden-See‘) ist ein See an der Kronprinz-Olav-Küste des ostantarktischen Königin-Maud-Lands. Er ist der größte See der Shinnan Rocks an der Westflanke des Shinnan-Gletschers.
Japanische Wissenschaftler kartierten ihn anhand 1962 erstellter Luftaufnahmen und 1974 vorgenommener Vermessungen. Die Benennung erfolgte 1977.